# Moineau, la petite libraire
Moineau, la petite libraire est un roman de T. Trilby publié en 1936.
Il relate l'histoire d'une petite fille dont le père a été ruiné et envoyé au Canada et qui ouvre une librairie pour subvenir aux besoins de sa famille.

## Accueil
Le roman rencontre un certain succès. « Moineau, la petite libraire, publié pour la première fois en 1936, est réédité cinq fois jusqu’en 1982 »
Il montre une famille ruinée, qui tire une morale positive de son sort.